# Національна лейбористська організація
Національна лейбористська партія (організація) (англ. National Labour Organisation) — британська політична група, сформована після 1931 року для координації дій представників лейбористської партії в коаліційному уряді. Найвидатнішим з діячів політичної організації був прем'єр-міністр Джеймс Рамсей Макдональд. Після смерті останнього група продовжувала існувати до загальних виборів 1945 року.